# Slín

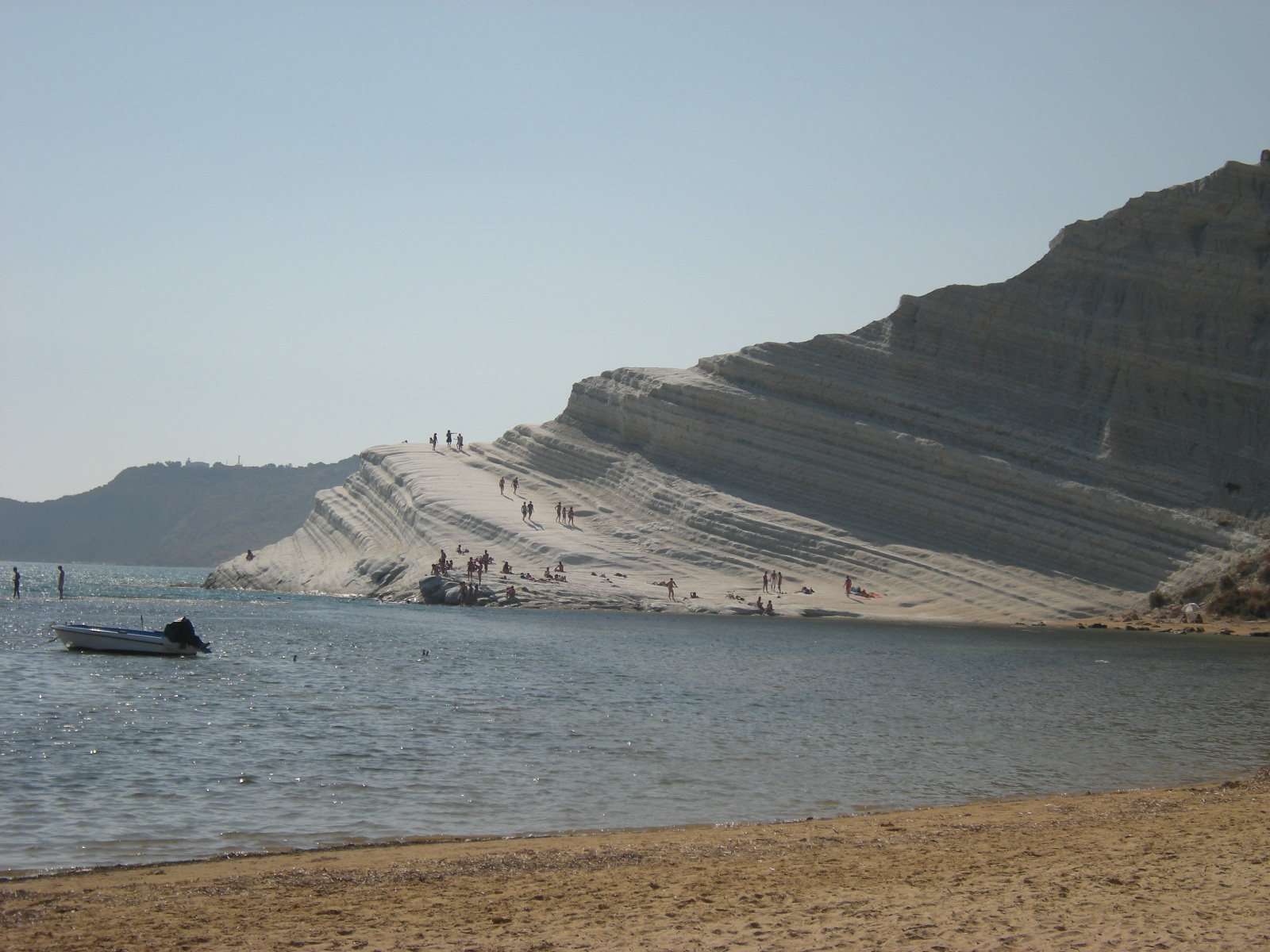
Slínový útvar na Sicílii

Slín je geologický název pro směs jílu a karbonátu, který vzniká jako sedimentární pelitická hornina. Tento termín se používá pro směsi, u kterých není zcela jasný obsah jednotlivých složek. Jedná se o surovinu která je využitelná v keramickém průmyslu a v cementárenství.
Pokud dojde k jeho zpevnění, používá se název slínovec.